# Emmaljunga
Emmaljunga è un'area urbana della Svezia situata nel comune di Hässleholm, contea di Scania.
La popolazione risultante dal censimento 2010 era di 262 abitanti .